# XXe siècle en droit au Québec
Le XXe siècle en droit québécois a été marqué par l'essor de l'État providence dans les années 1960 et 1970 de même que de nombreux débats sur le statut politique du Québec.
En matière de droit privé, après une trentaine d'années de travaux, le Parlement du Québec adopte le nouveau Code civil du Québec qui entre en vigueur le 1er janvier 1994.

## Années 1900
| Date | Événement |
| ---- | --- |
| 1906 | Le 9 mars, le Parlement du Québec adopte la Loi abolissant la mort civile. |
| 1907 | Le 9 août, le Parlement britannique adopte une modification constitutionnelle par l'Acte de l'Amérique du Nord britannique (AANB) de 1907, 7 Ed. VII, c. 11 (R.-U.), établissant une nouvelle formule de répartition des subsides fédéraux aux provinces. Cet amendement constitutionnel se fait avec l'accord des provinces. |

## Années 1910
| Date | Événement |
| ---- | --- |
| 1912 | Le 1er avril, adoption par le Parlement canadien de la Loi sur l’extension des frontières du Québec, S.C. 1912, c. 45 (2 Geo. V, c. 45).                                                                                              |
| 1914 | Annie McDonald Langstaff devient la première femme diplômée d'une faculté de droit au Québec. Le Barreau du Québec refuse son admission pour l'examen. Elle porte la cause devant les tribunaux,.                                     |
| 1915 | Le 19 mars, le Parlement britannique adopte une modification constitutionnelle par l'AANB de 1915, 5-6 Geo. V, c. 45 (R.-U.). |
| 1916 | Le 24 février, dans l'arrêt Bonanza Creek Gold Mining Co. v. The King, (1916) 1 A.C. 566, le comité judiciaire du Conseil privé énonce le principe que la constitution du Canada est le résultat d'un pacte ou traité entre colonies. |
| 1917 | Le Parlement canadien adopte une loi qui permet aux femmes de voter à certaines conditions aux élections fédérales (S.C. 1917, c. 39).                                                                                                |

## Années 1920
| Date | Événement |
| ---- | --- |
| 1926 | Le 15 novembre, Conférence impériale à Londres : par la « déclaration Balfour », reconnaissance de l’autonomie et de l'égalité des dominions (dont le Canada). Pour la première fois, on parle d'un « Commonwealth » des nations.                                                                                               |
| 1927 | Le 1er mars, Re Labrador Boundary , le comité judiciaire du Conseil privé rend son avis sur la frontière du Labrador entre le dominion du Canada et la colonie de Terre-Neuve, (1927) 2 D.L.R. 401, 43 T.L.R. 289 (P.C.). |
| 1928 | Le 24 avril, la Cour suprême du Canada rend jugement dans l'affaire Edwards c. Canada, [1928] S.C.R. 276. Selon les juges, les femmes n'entrent pas dans la définition que le British North America Act donne à l'expression « qualified persons » et ne peuvent donc pas exercer de fonctions politiques sans modifier la loi. |
| 1929 | Le 29 octobre, le comité judiciaire du Conseil privé dans l'affaire Edwards c. Canada, [1930] A.C. 124, renverse le jugement de la Cour suprême du Canada. |

## Années 1930
| Date | Événement |
| ---- | --- |
| 1931 | Le x, le Parlement du Québec adopte la Loi modifiant le Code civil et le Code de procédure civile relativement aux droits civils de la femme (S.Q. 1931, c. 101). |
| 1931 | Le 11 décembre, donnant suite aux vœux exprimés lors des conférences impériales de 1926 et de 1930, le Parlement du Royaume-Uni adopte le Statut de Westminster (The Statute of Westminster), 1931, 22-23 Geo. V, c. 4 (R.-U.), par lequel le Royaume-Uni reconnaît la souveraineté complète des dominions : le Dominion du Canada, le Commonwealth d'Australie, l'État libre d'Irlande, le Dominion de Terre-Neuve, le Dominion de la Nouvelle-Zélande, et l'Union de l'Afrique du Sud. |
| 1935 | Le 6 juin, dans l'arrêt British Coal Corporation v. The King, (1935) A.C. 500, le comité judiciaire du Conseil privé reconnaît la validité de la décision du Parlement fédéral d'abolir les appels au Conseil privé en matière criminelle, à la suite de l'abolition, par le Statut de Westminster, du Colonial Laws Validity Act. |
| 1937 | Le 24 mars, le Parlement du Québec adopte la Loi protégeant la province contre la propagande communiste, 1 George VI Ch. 11. |
| 1937 | Le 14 août, le gouvernement fédéral met sur pied la Commission royale d'enquête des relations entre le Dominion et les provinces. L'enquête est mené par N.W. Rowell et Joseph Sirois. |

## Années 1940
| Date | Événement |
| ---- | --- |
| 1940 | Le 25 avril, la loi accordant aux femmes le droit de vote et d'éligibilité est adoptée par le Conseil législatif du Québec et sanctionnée par le lieutenant-gouverneur. |
| 1940 | Le x mai, la commission royale d'enquête sur les relations fédérales-provinciales remet son rapport, publié en trois volumes. |
| 1940 | Le 10 juillet, le Parlement britannique adopte l'AANB de 1940, 3-4 Geo. VI, c. 36 (R.-U.), qui accorde au Parlement fédéral la compétence exclusive de légiférer en matière d'assurance-chômage. Cette modification constitutionnelle fait suite à trois années de négociations entre le fédéral et les provinces. Il s'agit du premier transfert par amendement constitutionnel d'une compétence législative entre les deux ordres de gouvernement. |
| 1942 | Le x, le Parlement canadien accorde au Québec la juridiction sur le territoire de l'Ungava. |
| 1949 | Le x décembre, le Parlement canadien adopte une loi qui modifie la Loi sur la Cour suprême, abolissant les appels au comité judiciaire du Conseil privé, S.C. 1949 2e session, c. 37, art. 3. (La possibilité d'appel étant maintenue pour les litiges commencés avant le 23 décembre 1949, le comité judiciaire rendra sa dernière décision dans une affaire canadienne en 1960.)                                                                   |

## Années 1950
| Date | Événement |
| ---- | --- |
| 1953 | Le 12 février, le gouvernement de Québec, dirigé par Maurice Duplessis, fait adopter la Loi créant la Commission royale d'enquête sur les problèmes constitutionnels, S.Q. 2 El. II, c. 4. La commission est présidée par le juge Thomas Tremblay. |
| 1955 | Le x, le Parlement du Québec adopte la Loi concernant la révision du Code civil (S.Q. 1954-55, c. 47) . |
| 1956 | Le 15 février, la Commission royale d'enquête sur les problèmes constitutionnels remet son rapport en quatre volumes,. |
| 1957 | Le 8 mars, jugement de la Cour suprême du Canada dans l'affaire Switzman v. Elbing and A.G. of Quebec, [1957] S.C.R. 285. La Loi protégeant la province contre la propagande communiste est déclarée inconstitutionnelle                           |

## Années 1960
| Date | Événement |
| ---- | --- |
| 1960 | Le 10 août, le Parlement fédéral du Canada adopte la Déclaration canadienne des droits (1960, ch. 44)                                                                                         |
| 1963 | Le 19 juillet, le gouvernement fédéral d'Ottawa, dirigé par Lester B. Pearson, instaure une Commission royale d'enquête sur le bilinguisme et le biculturalisme au Canada.                    |
| 1964 | Le 14 février, le Parlement du Québec adopte la Loi sur la capacité juridique de la femme mariée (S.Q. 1963-64, c. 66). La loi entre en vigueur le 1er juillet de la même année.              |
| 1965 | Le 25 février, la Commission royale d'enquête sur le bilinguisme et le biculturalisme au Canada rend son rapport préliminaire.                                                                |
| 1968 | Le 31 décembre, abolition du Conseil législatif. |
| 1969 | Le 4 mai, le Parlement fédéral du Canada adopte la Loi modifiant le droit pénal, 1968-69 (Can.), c. 38. La loi décriminalise entre autres la contraception, l'avortement et l'homosexualité,. |
| 1969 | Le x, le Parlement du Québec adopte la Loi concernant le mariage civil (L.Q. 1968, c. 82) qui permet le mariage civil. S.Q. 1969, c. 74.                                                      |
| 1969 | Le x, le Parlement du Québec adopte la Loi modifiant le Code civil (S.Q. 1969, c. 74) qui permet la dissolution du mariage par le divorce légalement prononcé.                                |

## Années 1970
| Date | Événement |
| ---- | --- |
| 1971 | Le x, le Parlement du Québec adopte la Loi modifiant de nouveau le Code civil et modifiant la Loi abolissant la mort civile (L. Q. 1971, c. 84), qui définit les conditions dans lesquelles s'effectueront dorénavant les prélève d'organes humains. |
| 1972 | Le x, le Parlement du Québec adopte la Loi modifiant de nouveau le Code civil (L.Q. 1971, c. 85), qui abaisse l'âge de la majorité de 21 à 18 ans.                                                                                                   |
| 1975 | Le 27 juin, l'Assemblée nationale du Québec adopte à l'unanimité la Charte des droits et libertés de la personne (L.R.Q., chapitre C-12). |
| 1976 | Le 28 juin, la Charte des droits et libertés de la personne entre en vigueur. |
| 1977 | Le 26 août, le Parlement du Québec adopte la Loi régissant le financement des partis politiques et la Charte de la langue française |
| 1977 | Le x octobre, l'Office de révision du Code civil remet son projet de Code civil au ministre de la justice du Québec |
| 1978 | Le 20 juin, l'Office de révision du code civil dépose son rapport à l'Assemblée nationale du Québec. Le rapport est publié en deux volumes. Il s'agit d'un projet commenté de code civil,.                                                           |
| 1979 | Le x, Loi instituant la Régie du logement et modifiant le Code civil et d'autres dispositions législatives (L.Q. 1979, c. 48) |

## Années 1980
| Date | Événement |
| ---- | --- |
| 1980 | Le 19 décembre, le Parlement du Québec adopte la Loi instituant un nouveau code civil et portant réforme du droit de la famille (L.Q. 1980, c. 39). C'est en fait le livre deuxième (portant sur le droit de la famille) du nouveau Code civil du Québec qui est adopté. La loi entre en vigueur les 2 avril 1981 et 1er décembre 1982 (sous réserve de certaines dispositions qui posaient problème au plan constitutionnel). |
| 1981 | Le 28 septembre, la Cour suprême du Canada rend publique son opinion sur le Renvoi relatif à une résolution pour modifier la constitution |
| 1982 | Le 6 décembre, la Cour suprême du Canada rend publique son opinion sur le Renvoi sur l'opposition du Québec à une résolution pour modifier la Constitution. |
| 1984 | Le x décembre, le premier ministre René Lévesque demande à Jacques-Yvan Morin « d'entreprendre la rédaction d'un document destiné à préparer la discussion sur l'opportunité de doter le Québec d'une constitution formelle. » MM. Jean-K. Samson, Jules Brière, David Payne et Jules-Pascal Venne, M. Guy Versailles participent à la rédaction du document.                                                                  |
| 1985 | Le 21 mai, Jacques-Yvan Morin remet au premier ministre René Lévesque un avant-projet de Constitution du Québec,. |
| 1987 | Le 15 avril, l'Assemblée nationale du Québec adopte la Loi portant réforme au Code civil du Québec du droit des personnes, des successions et des biens (L.Q. 1987, c. 18). Il s'agit de l'adoption des livres premier, troisième et quatrième du nouveau Code civil du Québec. |

## Années 1990
| Date | Événement |
| ---- | --- |
| 1990 | Le 18 décembre, le ministre de la Justice, Gil Rémillard, dépose un projet de réforme du Code civil (Projet de loi 125) . |
| 1991 | Le 18 décembre, le Parlement du Québec adopte un deuxième Code civil du Québec à l'unanimité des membres de son Assemblée nationale. Le code remplace à la fois le Code civil du Bas-Canada et les lois des 1980 et 1987 qui avaient introduit plusieurs livres du premier Code civil du Québec,. |
| 1992 | Le 18 juin, dépôt du projet de loi 38, intitulé Loi sur l'application de la réforme du Code civil. |
| 1992 | Le 23 juin, sanction de la Loi sur l'Institut québécois de réforme du droit (L.Q. 1992, c. 43),, adoptée par le Parlement du Québec. En 2010, cette loi n'était toujours pas en vigueur,. |
| 1992 | Le 18 décembre, sanction de Loi sur l'application de la réforme du Code civil. |
| 1993 | Le 2 juin, adoption du décret (décret No 712-93.) qui prévoit l'entrée en vigueur du Code civil du Québec pour le 1er janvier 1994. |
| 1994 | Le 1er janvier, le Code civil du Québec entre en vigueur. |